# Castello di Drumlanrig
Il castello di Drumlanrig è situato nella proprietà Queensberry nella contea di Dumfries e Galloway, in Scozia. L'edificio è la dimora del duca di Buccleuch e Queensberry.

## Storia
Il Pink Palace di Drumlanrig, costruito tra il 1679 e il 1689 con una caratteristica arenaria rosa, costituisce un esempio dell'architettura rinascimentale della fine del diciassettesimo secolo. Il castello ha 120 stanze, 17 torrette e 4 torri.

## Collezioni
Il castello ospita la collezione di dipinti del duca di Buccleuch che annovera la Vecchia leggente di Rembrandt, e la Madonna dei Fusi di Leonardo da Vinci, trafugata nel 2003 e recuperata nel 2007 dopo essere stata ritrovata a Glasgow, e molti altri dipinti, tappezzerie e suppellettili di valore.